# 陳郁憲
陳郁憲（英語：Donovan Chan），香港男演員，2010年香港演藝學院戲劇學院畢業，主修表演，早年參演舞台劇，之後亦參演電影同電視劇，曾為ViuTV參與節目。
2022年4月MakerVille成立，惟陳郁憲卻沒有參與該經理人藝員行列，其後更與ViuTV結束合約。

## 演出

### 電影
- 2014年：《單身男女2》
- 2015年：《暴瘋語》
- 2015年：《衝鋒車》 飾 強姦男
- 2016年：《三人行》 飾 腦外科醫生
- 2019年：《掃毒2天地對決》飾 記者

### 電視劇（ViuTV）
- 2019年：《詭探前傳》 飾 歐陽海
- 2019年：《娛樂風雲》 飾 邱晶琛
- 2019年：《假設性無罪》 飾 陳Sir
- 2019年：《黑市—鬼子母神》 飾 石榴
- 2020年：《熟女強人》 飾 Menson
- 2020年：《暖男爸爸》 飾 Jonathan
- 2020年：《男排女將》 飾 飛亞教練
- 2021年：《太平紋身店》飾 文泰
- 2021年：《大叔的愛》飾 Jason Mo
- 2022年：《冥冥之中》
- 2022年：《野人老師》
- 2024年：《瑪嘉烈與大衛系列 絲絲》 飾 Moses
- 2024年：《出租大叔》 飾 腸胃肝臟科醫生

### 節目主持（ViuTV）
- 2019年：《藝術團睇》
- 2020年：《轉機 ON AIR》外景主持

### 節目演出（ViuTV）
- 2019年：《週日慶功宴》第1集嘉賓
- 2020年：《鼠年行運要點相》第2集嘉賓
- 2020年：《中佬唔易做》第8集嘉賓
- 2021年：《囝囝女女730》嘉賓
- 2021年：《ViuTV 5周年：繼續向前》演出
- 2021年：《ViuTV 2022》演出